# Oi Polloi (album)
Oi Polloi to tytuł 7" wydanej przez anarchopunkowy zespół Oi Polloi ze Szkocji. Materiał został wydany przez polską niezależną wytwórnię Nikt Nic Nie Wie w 1994 roku.

## Utwory
1. The Right To Choose
2. Victims Of A Gas Attack
3. When Two Men Kiss
4. The Only Release?